# امامزاده حوا خاتون
بقعهٔ حوا بانو خاتون و شاهزاده احمد بقعه‌ای مذهبی در روستای موت‌آباد از توابع بخش مرکزی شهرستان اراک در استان مرکزی ایران است. این بقعه، آرامگاه شاهزاده احمد است که ادعا می‌شود از فرزندان موسی کاظم بوده‌است.
این بقعه یکی از مراکز قدیمی در بافت قدیم فراهان است و بنای امامزاده از سه قسمت مجزا ساخته شده و چند کتیبه در آن وجود دارد که بر روی یکی از آن‌ها تاریخ ۴۸۷ هجری قمری ثبت شده‌است.
مساحت محوطه و ساختمان‌های اطراف بقعه حدود ۱۸۰ متر مربع و بنای بقعه ۷۲ متر مربع است و دارای نمازخانه است و همچنین این بنا دارای طاقی به ارتفاع تقریبی ۵ ‏متر است. گنبد بنا از نوع هرمی است که با کاشی تزئین شده‌است.